# تخويش أسطواني

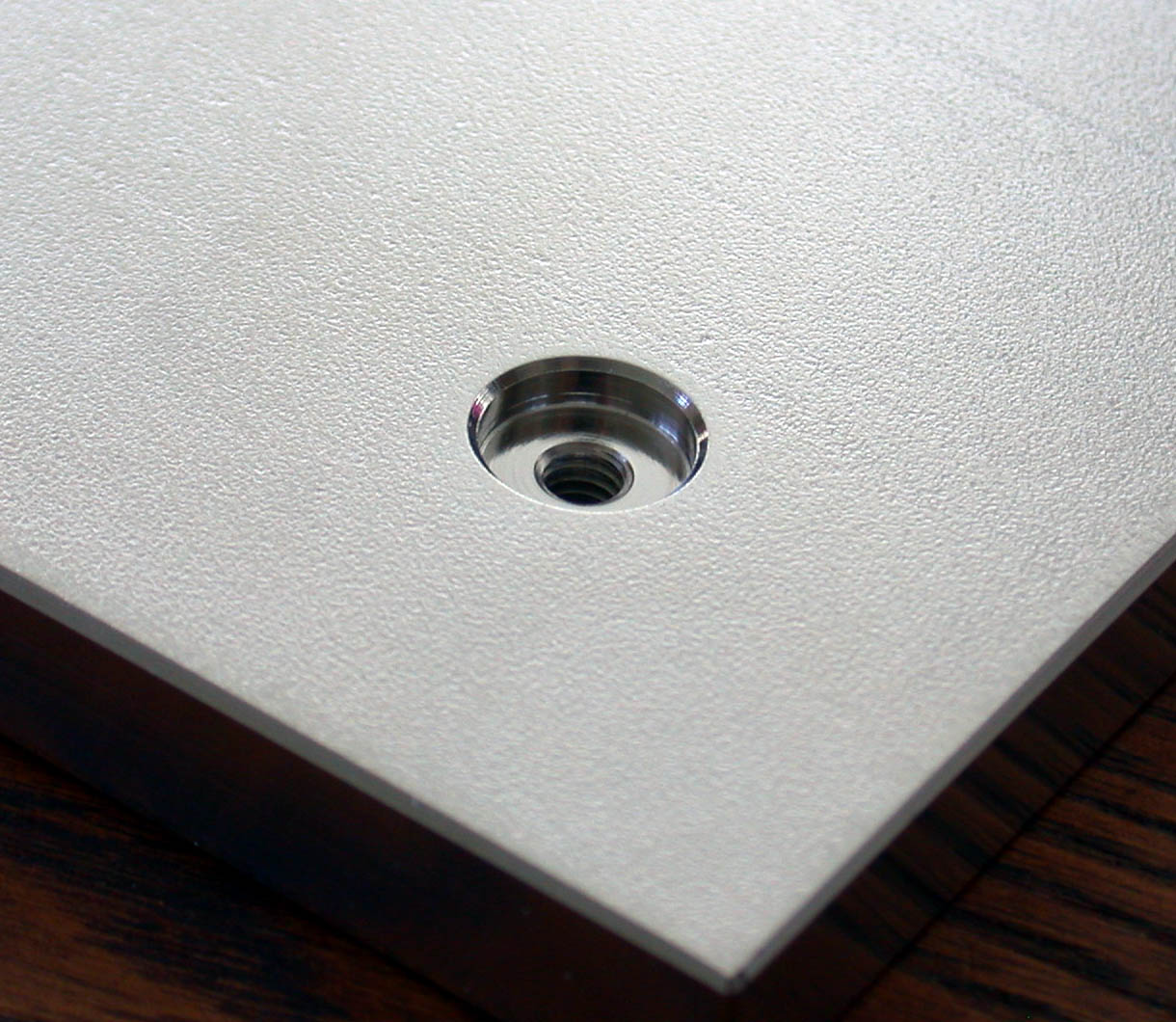
تخويش أسطواني في صفيحة معدنية

التخويش الأسطواني (الرمز: ⌴) في التشغيل الميكانيكي ثقبٌ أسطوانيٌ مسطح القاع يعمل على تكبير ثقب آخر متحد المحور (له نفس المحور)، تسمى الأداة التي تنشئ تلك الميزة بلقمة التخويش الأسطواني أو مثقب التخويش الأسطواني. يُستخدم الثقب المخوش أسطوانيًا عادةً عندما يتطلب تثبيت مثبِّت، مثل برغي مجوف الرأس (socket head cap screw) أو برغي مُخَدَّد الرأس (fillister head screw)، بحيث يكون مستويًا مع أو أسفل مستوى سطح قطعة الشُّغْل.
التخويش الأسطواني هو توسيع مسطح القاع لثقب أصغر متحد المحور، في حين أن التخويش المخروطي هو توسيع مخروطي لمثل هذا الثقب. غالبًا ما يأخذ التخويش الموضعي [الإنجليزية] شكل تخويش أسطواني ضحل للغاية.
رمزه هو محرف الترميز الموحد U+2334 ⌴ COUNTERBORE.